# Josephine Bracken

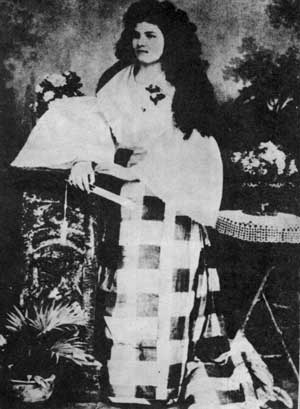
Josephine Bracken

Josephine Bracken (Hongkong, 9 augustus 1876 - Hongkong, 14 maart 1902) was de partner van de nationale held van de Filipijnen José Rizal. Er wordt beweerd dat ze getrouwd met hem was, maar het bewijs hiervoor is nooit gevonden.
Josephine werd geboren in Hongkong als dochter van een Ierse korporaal in het Britse leger, James Bracken en een Ierse moeder, Elizabeth Jane Mac Bride. Haar moeder overleed kort na haar geboorte, waarna ze geadopteerd werd door de Amerikaan, George Taufer. Bracken ontmoette Rizal toen deze enkele maanden in Hongkong verbleef in 1891 en 1892. Ze liet haar blinde adoptievader langs gaan bij Rizal, die een gerespecteerd oogheelkundige was, toen deze in ballingschap in Hongkong verbleef in een poging diens zicht te verbeteren. Hoewel Rizal hem niet kon helpen, werd hij verliefd op Josephine en trouwden ze bovendien volgens sommige bronnen voor de wet omdat ze geen toestemming van de katholieke kerk voor een kerkelijk huwelijk kregen.
Josephine en Rizal woonden samen in Dapitan. De dag voor de executie van Rizal door de Spanjaarden op grond van hoogverraad en rebellie, claimde de katholieke kerk dat Rizal weer was bekeerd tot het katholieke geloof en getrouwd was met Josephine volgens de kerkelijke voorschriften. Er is echter geen bewijs dat dit ook daadwerkelijk heeft plaatsgevonden.
Na Rizals dood sloot Josephine zich een tijdje bij de revolutionaire beweging aan. Nadat de gouverneur-generaal van de Filipijnen haar dreigde met marteling en gevangenschap als ze de Filipijnen niet verliet, vertrok ze vrijwillig naar Hongkong.
Ze trouwde vervolgens met Vicente Abad, een mestizo afkomstig van Cebu, die namens zijn vader de Tabacalera Company in Hongkong waarnam. Samen kregen ze een dochter, Dolores op 17 april 1900. Twee jaar later stierf Josephine op 14 maart 1902 aan de gevolgen van tuberculose.

## Bron
- Isagani R. Medina (1995), Women in the Philippine Revolution, Quezon City : Printon Press

- International Standard Name Identifier: 0000 0000 4602 3882
- Library of Congress Control Number: no98090915
- Nederlandse Thesaurus van Auteursnamen: 292713037
- SNAC: w64t6gk1
- Virtual International Authority File: 29152118
- WorldCat: E39PBJkpbvfwMVTbQyyF9BHt8C